# Joke Lanz

Joke Lanz live in Tokyo 2013

Joke Lanz (* 1965 in Basel) ist ein Schweizer Noise-Musiker, Turntablist, Performance-Künstler und Sänger im Bereich der elektronischen Independent-Szene.

## Werdegang
Joke Lanz ist Sänger und Kopf der Band Sudden Infant, Mitglied der Schimpfluch-Gruppe (u. a. mit Rudolf Eb.er, Dave Phillips, Marc Zeier, Daniel Löwenbrück) und spielt in mehreren Duos und Formationen der Improvisierten Musik u. a. mit Shelley Hirsch, Christian Weber, Sophie Agnel, Ute Wassermann, Michael Vatcher, Olaf Rupp, Alexandre Babel und Charlotte Hug.

Joke Lanz live in Nickelsdorf 2019

Lanz war von 1986 bis 1988 Bassist und Sänger der Hardcore-Band Jaywalker. 1989 gründete er das Aktionsprojekt Sudden Infant, welches 2014 zu einem Trio, mit Christian Weber (Bass) und Alexandre Babel (Schlagzeug), transformiert wurde.
1998–2000 hat er mit der MK Selection (Marco Käppeli, Hämi Hämmerli, Bruno Amstad, Günter Weiss) an den Turntables gespielt.
Von 2004 bis 2008 war er Sänger und Frontmann des Elektro-Industrial-Duo Catholic Boys In Heavy Leather zusammen mit Roger Rotor. Das Duo stand bei Industrial und EBM Festivals auf der Bühne u. a. bei Maschinenfest, Elektroanschlag, Schlagstrom, BIM Fest und Summer Darkness.
Lanz arbeitet an der Schnittstelle zwischen improvisierter und experimenteller Musik, zwischen Noise und Turntablism, zwischen Performance-Kunst und Musique Concréte. Neben Theater- und Filmmusik, Radioarbeit, Installationen und Objekten ziehen sich zwei Konstanten durch sein Werk: zum einen seine Arbeit als Turntablist, bei der er Plattenspieler und Vinylscheiben manipuliert, und zum anderen sein Aktionsprojekt Sudden Infant.
2019 kam der Dokumentarfilm My Life Is a Gunshot über Joke Lanz von Marcel Derek Ramsay in die Kinos.

## Diskografie (Auswahl)
- 2025. Zungsang
- 2018: Sudden Infant „Buddhist Nihilism“ LP/CD (Harbinger Sound UK)
- 2018: Xenofox & Joke Lanz „Alarm“ CD (Oltrarno Rec Italy)
- 2016: Joke Lanz & Christian Weber „Berlin Tapes“ LP (Blossoming Noise USA)
- 2016: Joke Lanz „Joke Lanz plays Sudden Infant“ LP (iDeal Recordings Sweden)
- 2014: Sudden Infant & Sleaford Mods "Split" 7"EP (Harbinger Sound UK)
- 2014: Sudden Infant „Wölfli's Nightmare“ LP/CD (Voodoo Rhythm Records Switzerland)
- 2014: Sudden Infant „Holes of Glory“ MC (Raubbau Germany)
- 2012: Shelley Hirsch & Joke Lanz „Berlin Brooklyn“ CD (Rossbin Italy)
- 2012: Joke Lanz „Münster Bern“ CD (Cubus Records Switzerland)
- 2011: Sudden Infant „Inner Storm“ MC (Blossoming Noise USA)
- 2011: Sudden Infant „Things That Happened“ LP (Reduktive Musiken Germany)
- 2010: Sudden Infant „My Life's a Gunshot Vol.1 + Vol.2“ 4LP (Hrönir Germany)
- 2009: Rudolf Eb.er & Joke Lanz „Akustische Aktion Zürich 1991“ LP (PAN Greece)
- 2009: Sudden Infant „Demon Trap“ MC (iDeal Recordings Sweden)
- 2009: Sudden Infant „Under My Bed“ LP (Harbinger Sound UK)
- 2009: Sudden Infant & Astro "Berlin Problem Child" 7"EP (Psych.KG Germany)
- 2008: Sudden Infant „Psychotic Einzelkind“ CD (Blossoming Noise USA)
- 2007: Catholic Boys In Heavy Leather „Nobody Urged You To Get Canonised“ CD (Pflichtkauf Germany)
- 2007: Sudden Infant & Carlos Giffoni "Oslo Oscillation Orgy" 12" (Entr'acte UK)
- 2005: Sudden Infant „Invocation Of The Aural Slave Gods“ CD (Blossoming Noise USA)
- 2003: Sudden Infant „Earwash“ CD (SSSM Japan)
- 2003: Sudden Infant & Guilty Connector "Remixes" 7"EP (Gender-Less Kibbutz USA)
- 2003: Sudden Infant "Live in Vienna" 7"EP (Klanggalerie Austria)
- 2003: WAL „Law & Discorder“ CD (Unit Records Switzerland)
- 2000: Sudden Infant & MSBR „Split“ CD (MSBR Records Japan)
- 2000: Sudden Infant „Sidewalk Social Scientist“ LP (Tochnit Aleph Germany)
- 1999: Sudden Infant „Bandenkrieg“ CD (SSSM Japan)
- 1998: Sudden Infant & Small Cruel Party "Play Stalker" 7"EP (eM13n Germany)
- 1998: Sudden Infant & Nomex "Turntable Abuse EP" 7"EP (Adverse UK)
- 1995: Sudden Infant & Runzelstirn&Gurgelstock "Split" 7"EP (Self Abuse Records USA)
- 1992: Sudden Infant & Brume & Tadpole "Sperm & Egg" 7"EP (Tadpole USA)
- 1991: Sudden Infant „Radiorgasm“ LP (Schimpfluch Switzerland)
- 1990: Vehikel & Gefäss "Make 'Em Pay" 7"EP (Schimpfluch Switzerland)
- 1989: Sudden Infant "Broken Glass" 7"EP (Schimpfluch Switzerland)
- 1989: Sudden Infant „Sudden Infant“ MC (Schimpfluch Switzerland)

## Film
- 2019: My Life Is a Gunshot von Marcel Derek Ramsay (CH, 91') mit Joke Lanz, Céleste Urech, Shelley Hirsch, Christian Weber, Ute Waldhausen, Brigitte Wilfing u. a.

## Auszeichnungen
- 2019: Werkbeitrag Kuratorium Kanton Aargau
- 2016: Reisestipendium Kuratorium Kanton Aargau
- 2015: Schweizer Musikpreis Bundesamt für Kultur
- 2013: Werkbeitrag Kuratorium Kanton Aargau
- 2012: Atelierstipendium Pro Helvetia (Kairo)
- 2009: Erster Preis City Battle of Improvised Music Berlin (mit Olaf Rupp)
- 2006: Kompositionsauftrag Pro Helvetia
- 2003: Atelierstipendium Kuratorium Kanton Aargau (London)
- 1998: Atelierstipendium Kuratorium Kanton Aargau (Berlin)